# République populaire du Kouban
Pour les articles homonymes, voir Kouban (homonymie).

Drapeau du Kouban.

La république populaire du Kouban (en russe : Кубанская Народная Республика, Koubanskaïa Narodnaïa Respoublika — en ukrainien : Кубанська Народна Республіка, Koubans'ka Narodna Respoublika) est un État indépendant fondé par les Cosaques du Kouban, au Kouban, pendant la guerre civile russe. Sa capitale était la ville de Ekaterinodar aujourd’hui Krasnodar. Elle fut proclamée le 28 janvier 1918 et s'engagea aux côtés des armées blanches et des forces ukrainiennes contre le pouvoir bolchevik. Elle fut dissoute après l'occupation de son territoire par l'Armée rouge en 1920. Son territoire se trouve aujourd’hui dans le Kraï de Krasnodar.

## Histoire

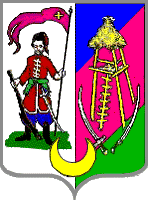
Armoiries du Kouban

Dans l'Empire russe, la région du Kouban était un territoire habité et régi par les Cosaques. La partie occidentale du pays appartenait aux descendants des Cosaques de la mer Noire, les parties méridionales et orientales aux Cosaques de la ligne du Caucase. Les Cosaques étaient chargés de garder les frontières méridionales de l'Empire et possédaient une certaine autonomie. Peu avant la Révolution russe, le tsar Nicolas II attacha le corps des Cosaques du Kouban à sa garde personnelle.

### La Révolution
Après la Révolution de Février, l'Armée russe se décomposa rapidement et nombre de soldats fraternisèrent avec l'ennemi, se révoltèrent ou désertèrent le champ de bataille. Les Cosaques du Kouban quittèrent le front et retournèrent protéger leurs terres qui étaient sous la menace d'une invasion ottomane. À la suite de l'abdication de Nicolas II, qui signifiait la fin de la souveraineté impériale sur le Kouban, les Cosaques formèrent une Rada en mars 1917 dans l'intention de créer un gouvernement militaire qui contrôlerait et protégerait le Kouban. Le 17 juin 1917, le gouvernement militaire se constitua et envoya son projet sur une autogestion cosaque du Kouban au gouvernement provisoire à Petrograd. La République populaire du Kouban fut proclamée le 28 janvier 1918. Le 16 février 1918, un premier gouvernement fut formé avec à sa tête Nikolaï Riabovol. 

### La guerre civile
En mars 1918, les bolcheviks prirent Ekaterinodar, créèrent une République soviétique du Kouban et supprimèrent la Rada. Le succès de l'offensive Kornilov signa le rétablissement de la Rada, qui fut placée sous son autorité. Les Cosaques se divisèrent sur l'avenir du Kouban : les Cosaques de la ligne et les officiers du Kouban le considéraient comme une partie indivisible de la Russie, tandis que les Cosaques de la mer Noire souhaitaient l'indépendance. Cette lutte intestine fut également compliquée par la présence au Kouban de paysans non cosaques et de minorités adyguéennes et arméniennes hostiles à l'établissement d'un État cosaque. Le 4 décembre 1918, le jeune État se dota d'une constitution et demanda son entrée à la Société des Nations. Un drapeau tricolore bleu-rouge-vert fut créé.
La Rada se tourna vers l'Ukraine et contracta une alliance avec l'Hetmanat de Pavlo Skoropadsky. Les Cosaques du Kouban se divisèrent de nouveau sur le soutien à apporter, soit à l'Armée des volontaires du général Dénikine, soit aux forces de la République nationale ukrainienne. Parmi les Cosaques contestataires, certains quittèrent la Rada, une partie rejoignit les armées blanches et une minorité s'engagea dans l'Armée rouge.
Le 6 novembre 1919, l'armée du Caucase des Forces Armées du Sud de la Russie, commandée par le général Wrangel, assiégea la Rada et, avec l'aide de l'ataman Filimonov, arrêta 10 de ses membres, dont l'ukrainophile P. Kourgansky, premier ministre de la Rada. Il fut publiquement pendu pour trahison. La majorité des Cosaques rejoignit Dénikine et combattit dans l'armée du Caucase. La défaite décisive de Dénikine en décembre 1919 poussa certains Cosaques pro-ukrainiens à tenter de restaurer la Rada et à casser l'alliance avec les armées blanches pour combattre les bolcheviks au côté des forces ukrainiennes. Au début de l'année  1920, l'Armée rouge conquit le Kouban et imposa le pouvoir soviétique.
Les couleurs de la République populaire du Kouban sont aujourd'hui présentes sur le drapeau du kraï de Krasnodar.

## Sources
- (en) Cet article est partiellement ou en totalité issu de l’article de Wikipédia en anglais intitulé « Kuban People's Republic » (voir la liste des auteurs).

- (ru) Cet article est partiellement ou en totalité issu de l’article de Wikipédia en russe intitulé « Кубанская народная республика » (voir la liste des auteurs).

- (uk) Cet article est partiellement ou en totalité issu de l’article de Wikipédia en ukrainien intitulé « Кубанська Народна Республіка » (voir la liste des auteurs).